# 國島文彦
國島 文彦（くにしま ふみひこ、1920年〈大正9年〉1月15日 - 2006年〈平成18年〉7月26日）は、日本の警察官僚。第71代警視総監。

## 経歴
東京府、現在の豊島区出身。旧制一高を経て、1944年東京帝国大学法学部政治学科を卒業。1945年、内務省に入省し警保局に配属。
1946年、終戦連絡事務局に転じた。以後、岡山県警察部経済防犯課長、国家地方警察岡山県本部警務部警務課長、警視庁本富士警察署長、警視庁刑事部鑑識課長、同警備第二部公安第一課長、同警務部人事課長、佐賀県警察本部長、九州管区警察局公安部長、池田勇人内閣総理大臣秘書官、警察庁警備局資料課長、警視庁交通部長、警察庁警務局人事課長、京都府警察本部長、警視庁警務部長、警察庁長官官房長、同庁警務局長などを歴任。1978年2月、警視総監に就任し1980年2月まで在任した。
退官後、運輸省運輸審議会会長、全日本交通安全協会副会長、三菱銀行顧問、全日本指定自動車教習所協会連合会会長などを務めた。